# Autoroute A13a (France)
 (juin 2018).
Si vous disposez d'ouvrages ou d'articles de référence ou si vous connaissez des sites web de qualité traitant du thème abordé ici, merci de compléter l'article en donnant les références utiles à sa vérifiabilité et en les liant à la section « Notes et références ».
Pour les articles homonymes, voir A13a.
En France, l’autoroute A13a est une antenne de l'autoroute A13 qui relie l'A13 au carrefour entre la RD 113 (ancienne RN 13) et la RD 915 (ancienne RN 15). Elle est concédée à la SANEF Paris Normandie.

## Parcours
Section concédée à SANEF Paris Normandie et gratuite.
- Échangeur entre A13 et A13a : Mantes-la-Jolie, Paris (demi-échangeur)
  -    Début de l’autoroute A13a
  -  Limitation à 80 km/h
  -  Réduction à 2 × 1 voies
  -  Réduction à 2 voies (sens Rosny-sur-Seine → Bonnières-sur-Seine)
  -  Réduction à 2 × 1 voies
- Bonnières-sur-Seine : Bonnières-sur-Seine (demi-échangeur)
  -  Réduction à 2 voies (sens Bonnières-sur-Seine → Rosny-sur-Seine)
  -  Réduction à 2 × 1 voies
  -  Fin de l’autoroute A13a
- Carrefour giratoire entre A13a, RD 113 et RD 915 : Bonnières-sur-Seine, Notre-Dame-de-la-Mer, Vernon